# Michael Cole (Schauspieler)
Michael Cole (* 3. Juli 1940 in Madison, Wisconsin; † 10. Dezember 2024 in Los Angeles, Kalifornien) war ein US-amerikanischer Schauspieler.

## Leben und Wirken

### Karriere
Michael Cole absolvierte eine professionelle Schauspielausbildung. Er wirkte als Schauspieler vor der Kamera von 1961 bis 2010 in über 40 Film-und-Fernsehproduktionen mit. Er war im Laufe seiner Karriere vorwiegend in Nebenrollen besetzt, aber mit einigen Ausnahmen.
Einem Millionenpublikum bekannt wurde Cole vor allem durch seine Hauptrolle als unkonventioneller, hippiehafter Ermittler Pete Cochran in der Krimiserie The Mod Squad, die er in allen 124 Folgen spielte. Die Serie wurde von September 1968 bis März 1973 bei Sender ABC erstausgestrahlt, in Westdeutschland lief sie unter dem Serientitel Twen-Police in der ARD. Im Jahr 1979 wurde die Serie durch einen Fernsehfilm einmalig fortgesetzt.
Danach wirkte Cole noch in Episodenrollen in mehreren Fernsehserien mit, wie beispielsweise in Mord ist ihr Hobby, General Hospital, Diagnose: Mord oder Emergency Room – Die Notaufnahme. Eine seltene Film-Hauptrolle hatte er 1984 in Nickel Mountain. 1991 verkörperte er den erwachsenen Henry Bowers in der erfolgreichen Miniserie Stephen Kings Es nach dem gleichnamigen Horrorroman von Stephen King.

### Privates
Cole war jahrelang alkoholkrank, im Jahr 1990 absolvierte er einen stationären Entzug im Betty Ford Center. 2018 veröffentlichte er eine Autobiografie unter dem Titel I Played the White Guy.
Cole war dreimal verheiratet und hatte zwei Kinder aus seiner ersten Ehe und eine Tochter aus seiner zweiten Ehe. Er starb am 10. Dezember 2024 im Alter von 84 Jahren in einem Krankenhaus in Los Angeles.

## Deutsche Synchronsprecher
Michael Cole hatte im deutschsprachigen Raum keinen Standardsprecher und wurde unter anderem von Wolfgang Condrus, Jürgen Mai, Claus Jurichs, Bernd Rumpf, Bodo Wolf, Christian Brückner und Kaspar Eichel synchronisiert.

## Filmografie (Auswahl)
- 1961: Forbid Them Not
- 1966: Rauchende Colts (Gunsmoke, Fernsehserie, Folge 12x01)
- 1967: Wettlauf mit dem Tod (Run for Your Life, Fernsehserie, Folge 3x04)
- 1967: Chuka
- 1968–1973: Twen-Police (The Mod Squad, Fernsehserie, 124 Folgen)
- 1974, 1975: Police Story (Fernsehserie, 2 Folgen)
- 1977: Die Sullivans (The Sullivans, Fernsehserie, 15 Folgen)
- 1978: Wonder Woman (Fernsehserie, Folge 2x20 Die Jagd auf Alan)
- 1978: Evening in Byzantium (Miniserie, 2 Folgen)
- 1978: Die Liebestollen Stewardessen (Flying High, Fernsehserie, Folge 1x03)
- 1979: Love Boat (The Love Boat, Fernsehserie, 2 Folgen)
- 1979: The Return of Mod Squad (Fernsehfilm)
- 1979, 1981: CHiPs (Fernsehserie, 2 Folgen)
- 1981: Fantasy Island (Fernsehserie, Folge 4x09)
- 1981: Vegas (Vega$, Fernsehserie, Folge 3x14)
- 1984: Nickel Mountain
- 1987, 1990: Mord ist ihr Hobby (Murder, She Wrote, Fernsehserie, 2 Folgen)
- 1990: Stephen Kings Es (Stephen King’s It, Miniserie)
- 1991: General Hospital (Fernsehserie, 64 Folgen)
- 1996: Diagnose: Mord (Diagnosis: Murder, Fernsehserie, Folge 4x10 Vertrauter Mörder)
- 1997: Eine himmlische Familie (7th Heaven, Fernsehserie, Folge 1x19 Ein Vater zuviel)
- 2000: Im Namen des Mörders (Michael Angel)
- 2003: Mystery Woman: At First Sight (Fernsehfilm)
- 2006: Emergency Room – Die Notaufnahme (ER, Fernsehserie, Folge 13x08 Woran glauben wir)
- 2007: Mr. Brooks – Der Mörder in Dir (Mr. Brooks)
- 2008: Gestohlene Worte – Der Roman des Todes (Grave Misconduct, Fernsehfilm)
- 2010: Father’s Day (Kurzfilm)